# Schöck

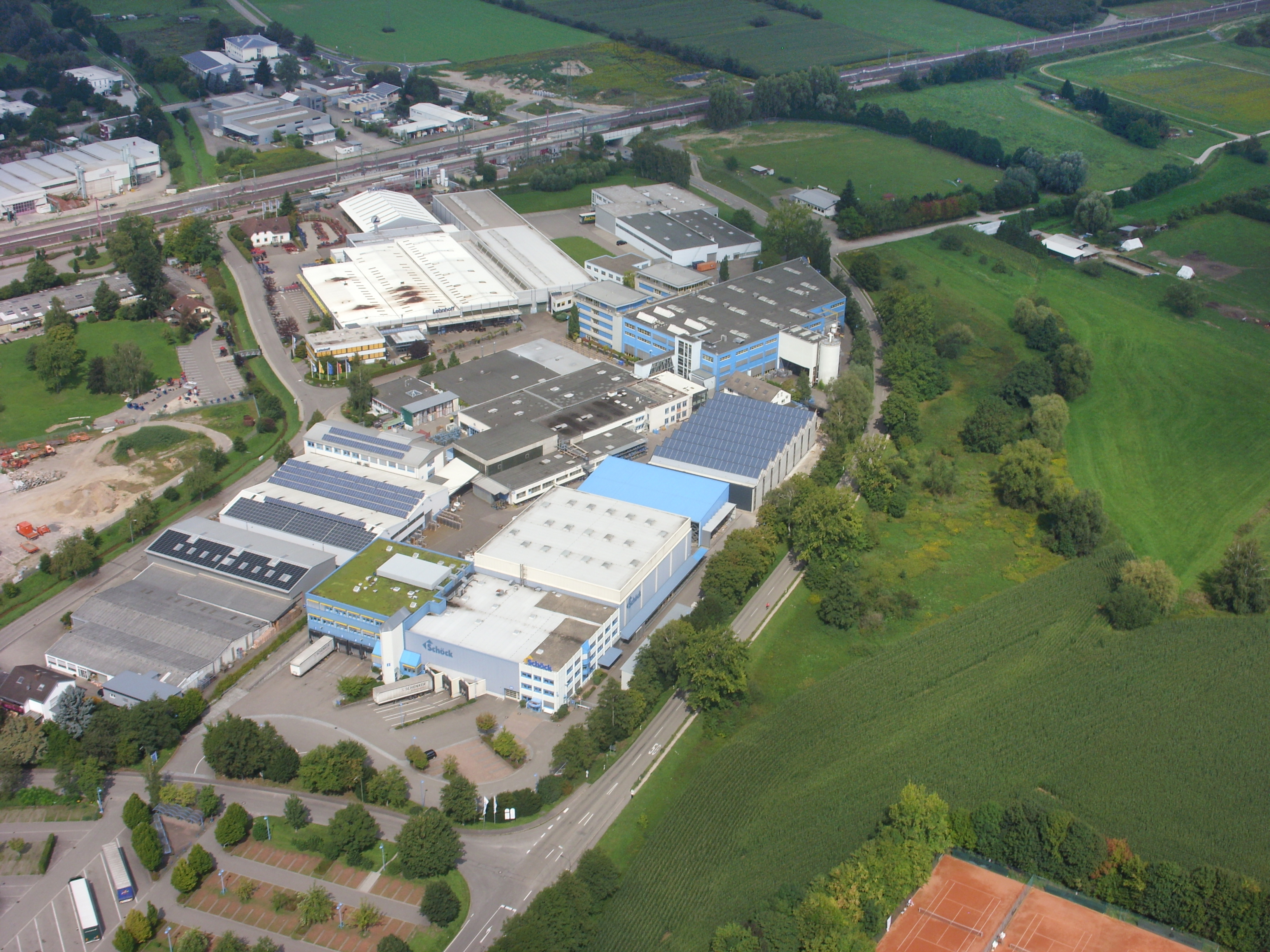
Siège de Schöck à Baden-Baden.

Le Groupe Schöck, dont le siège est à Baden-Baden en Allemagne, est une entreprise internationale active dans le secteur des équipements et systèmes de construction. Schöck emploie actuellement[Quand ?] plus de 1000 personnes sur 19 sites à travers le monde et est présent sur 40 marchés. En France, le Groupe distribue ses produits par l'intermédiaire de sa filiale Schöck France Sarl.

## Historique
Eberhard Schöck a posé la première pierre du groupe Schöck en 1962, lorsque l'ingénieur civil a fondé sa société Schöck-Bautrupp. Au début de son activité entrepreneuriale, Eberhard Schöck (de) s'est spécialisé dans la production de sous-sols pour les maisons préfabriquées. 
En 1967, la société est rebaptisée Schöck Betonelemente GmbH. En plus des activités de construction, cette année marque le début de la production industrielle de produits en béton pour Schöck. Initialement située dans le quartier de Varnhalt à Baden-Baden, Schöck déménage vers son emplacement actuel dans la zone industrielle de Steinbach (de). Peu après, Eberhard Schöck invente les fenêtres de caves en une solution connue sous le nom de «saut-de-loup», et introduit ces nouveaux produits sur le marché. C'est à partir de 1976 que l'entreprise est connue en Allemagne sous le nom de Schöck Bauteile GmbH.
En 1979, le fondateur de la société, Eberhard Schöck, développe l'idée principale de ce qui est aujourd'hui l'Isokorb connu en France sous le nom de Rutherma, le premier rupteur de ponts thermiques. Celui-ci ne fut introduit sur le marché que quatre ans plus tard. Le rupteur de pont thermique est un élément d'isolation thermique structurel destiner à minimiser les ponts thermiques sur les parties saillantes des bâtiments, comme les balcons.
À la fin des années 1970, Schöck s'implante à l'étranger avec des filiales en Autriche et en Suisse. Dans les années suivantes, la gamme de produits est étendue et inclut des produits d'isolation acoustique appelés Tronsole qui limitent les bruits d'impact dans le cages d'escalier.
Des sites de production supplémentaires ont été construits à Halle et Essen en Allemagne. En 1993, le groupe Schöck AG a été fondée comme société de portefeuille (ou holding) afin de garantir la pérennité de l'entreprise. Après la crise de la construction à la fin des années 1990, Schöck s'est séparé de l'activité fenêtres de sous-sol et sauts-de-loup pour se concentrer sur les activités d'isolation. En plus des produits Isokorb et Tronsole, la brique de pied de mur isolante Novomur, les goujons, l'armature anti-poinçonnement Bole, les éléments de coffrage Signo et le Combar sont venus compléter la gamme de produits. Le Combar est une tige développée par Schöck en matériau composite à base de fibres de verre et de résine, produite via un processus de pultrusion à partir de fibres de verre E-CR et de résine d'ester vinylique (VE). Ses propriétés mécaniques, chimiques et amagnétiques telles que sa grande résistance, sa durabilité et sa faible conductivité thermique, font qu'il est utilisé de diverses manières dans le secteur du bâtiment : intégré comme barre de traction dans le rupteur de pont thermique Isokorb ou dans le génie civil comme barre d'armature non conductrice et résistante à la corrosion. Début 2019, un connecteur thermique vient compléter la gamme de produits. Isolink est une solution de fixation économe en énergie pour les panneaux sandwich, les murs béton à coffrages et isolation intégrés ou encore les façades ventilées. Ces nouvelles familles de produits permettent de réduire les ponts thermiques et optimisent ainsi le bilan énergétique des bâtiments. 
Schöck a étendu sa production en Allemagne avec des sites en Hongrie, en Pologne et en Autriche. Les sites de production en Allemagne, Baden-Baden, Essen et Halle, font l'objet d'une expansion stratégique. Le site de production de Halle est devenu une usine importante où sont fabriqués des composants techniquement sophistiqués en béton fin à ultra-haute résistance, en béton léger à haute performance, en polyuréthane ou en composite de fibres de verre pour les produits propres de l'entreprise. L'élément de coffrage Signo et les produits de renforcement Combar et Isolink, entre autres, y sont fabriqués.